# アイルランド国鉄
アイルランド国鉄、またはアイルランド鉄道（愛: Iarnród Éireann、英: Irish Rail）は、アイルランドの鉄道事業者である。1987年2月2日に設立された。親会社はアイルランド交通システム（愛: Córas Iompair Éireann; CIÉ）。

## 概要
アイルランド国内のすべてのインターシティ（InterCity）、通勤列車（Commuter）、ダブリン高速輸送（Dublin Area Rapid Transit、通称: DART）、貨物線を運営しており、北アイルランド鉄道と共同で、ダブリンとベルファストを結ぶ特急列車、エンタープライズ（Enterprise）も運営している。また、ウェールズ、フランスをフェリーで就航しているロスレア・ユーロ港も運営している。
2000年頃には東急車輛製造（現・総合車両製作所）から電車と気動車が導入されており、通勤列車とDARTの主力車両として活躍している。

## 歴史
- 1987年
  - 2月2日：CIE鉄道部局を分社化する形でアイルランド国鉄（Irish Rail）発足。
- 1994年
  - 5月16日：東急車輛製造製のIÉ2600系が通勤列車で運用開始。通勤路線アロー（Arrow）を運用開始。
  - ゼネラルモーターズ製のNIR / IÉ201系をインターシティで運用開始。
  - 「Irish Rail」から「Iarnród Éireann – Irish Rail」に改名（アイルランド語を追加）。ただし、新ロゴはアイルランド語のみ。
- 1998年
  - 10月23日：GECアルストム製のIÉ2700系、IÉ2750系を通勤列車で運用開始。
- 2000年
  - 4月10日：ホウスジャンクション＆ドナミード駅 - マラハイド駅間、ブレイ・デイリー駅 - グレイストーンズ駅間電化[3][4]。
  - 東急車輛製造製のIÉ2800系が通勤列車で運用開始。
  - アルストム製のIÉ8200系がDARTで運用開始。
  - 夏季：モスニー駅廃止[5]。
- 2001年
  - 7月6日：東急車輛製造製のIÉ8500系がDARTで4編成で運用開始[6]。
- 2002年
  - 4月2日：東急車輛製造製のIÉ8510系がDARTで3編成で運用開始[6]。
- 2003年
  - 6月30日：CAF製のIÉ29000系を通勤列車で運用開始。通勤路線アロー（Arrow）から通勤列車（Commuter）と改称。これに伴い、ダブリン郊外鉄道（Dublin Suburban Rail）は「DART・通勤列車」（DART/Commuter）に改称された。
- 2004年
  - 9月17日：東急車輛製造のIÉ8520系がDARTで10編成で運用開始[2][6]。
- 2006年
  - 5月22日：CAF製のマークIVをインターシティで運用開始。
- 2007年
  - リンケ＝ホフマン＝ブッシュ製のCIÉ8100系がシーメンスにより改修。
  - 12月19日：現代ロテム製（ボギー台車は東急車輛製造製）のIÉ22000系（ICR）をインターシティ、通勤列車で運用開始。
- 2008年
  - アルストム製のIÉ8200系がDARTでの営業運転が終了。
- 2009年
  - 7月30日：コーク - ミドルトン線が開通[7]。
- 2010年
  - 3月31日：リムリック・コルバート駅 - ゴールウェイ駅のインターシティの路線が再開[8][9]。
  - 9月18日：ウォーターフォード駅 - ロスレア・ユーロ港駅のインターシティの路線が終了[10]。
  - 4月19日：ホウスジャンクション＆ドナミード駅 - ポートマーノック駅間にクロングリフィン駅が開業[11]。
- 2011年
  - 12月12日： ICカード乗車券リープカード（TFI Leap Card）を導入[12]。
- 2012年
  - 8月10日：GECアルストムのIÉ2700系とIÉ2750系ともに営業運転が終了[13]。
- 2013年
  - 2月8日：新ロゴ発表。ロゴにアイルランド語と英語の社名の両方が含まれた[14][15]。
- 2019年
  - 5月27日：CIÉ8100/8300系を置き換える新型電車および蓄電池電車を導入する計画を明らかにした。また、IÉ22000系（ICR）の車両を41両追加する注文の交渉を開始[16][17]。
  - 10月30日：IÉ22000系（ICR）の車両を41両追加する注文を承認し、発注を開始[17][18]。
- 2020年
  - 2月26日：ダブリン通勤列車西部線の新駅となるペレッツタウン駅の工事に着手[19]。

## 運行形態

### 旅客運行

アイルランドの鉄道ネットワーク（2020年現在）

アイルランド国鉄が運行する列車は以下の3つに分類されている。

#### インターシティ（InterCity）
アイルランド国内の主要都市間を結ぶ長距離列車。最高速度は160 km/hである。
主にダブリンを拠点としており、ダブリン・ヒューストン駅からはコーク、ゴールウェイなどのアイルランド南西部・西部方面、ダブリン・コノリー駅からはスライゴ、ドロヘダなど北部方面、またかつての南部方面向けターミナル駅であったダブリン・ピアース駅を経てロスレア・ユーロ港、ウェックスフォードなどの南東部の町への列車が運行されている。他にも、コーク - トラリー線、リムリック - ゴールウェイ線、ウォーターフォード - リムリック線の運行もされている。
その他、ダブリンと北アイルランドの首都ベルファストを結ぶ国際列車エンタープライズを、北アイルランド鉄道と共同運行している。

#### 通勤列車（Commuter）
ダブリン、コーク、リムリック、ゴールウェイなどの主要都市とその郊外を結ぶ列車。
- ダブリン通勤列車
  - 北部線
    - ダブリン・ピアース駅 - ダンドーク・クラーク駅

  - 西部線
    - ダブリン・ピアース駅 - メイヌース駅
    - クローンシラ駅 - M3パークウェイ駅

  - 南西部線
    - グランド・カナル・ドック駅 - ヘーゼルハッチ&セルブリッジ駅
    - ダブリン・ヒューストン駅 - ポートレーイシュ駅

  - 南東部線
    - ダブリン・コノリー駅 - ゴーリー駅

- コーク郊外鉄道
  - コーク - マロウ線
  - コーク - コーブ線
  - コーク - ミドルトン線

- リムリック郊外鉄道
  - リムリック - エニス線
  - リムリック - ニーナー線
  - リムリック - リムリック・ジャンクション線

また、通勤列車は以下の主要なインターシティ路線からの分岐のシャトル路線にも対応している。
- マロウ駅からトラリー・ケースメント駅（ダブリン - コーク線外）
- マヌラ・ジャンクション駅からバリナ駅（ダブリン - ウエストポート線外）

#### ダブリン高速輸送（DART)
ダブリン高速輸送（英: Dublin Area Rapid Transit）は通称「DART（ダート）」と呼ばれており、ダブリンおよびその近郊を湾外沿いに走る電車。DARTの為に電化された区間だけを走る。ダブリン北部のホウス駅およびマラハイド駅から、ダブリン・コノリー駅、タラ・ストリート駅、ダン・レアリー・マリン駅など主要駅を通り、ブレイ・デイリー駅またはグレイストーンズ駅まで走る。

### 貨物運行
アイルランド貨物鉄道は、以下の3つの貨物輸送部門に分けられている。
- ばら積み貨物：主にセメント、鉱石、木材などの単一製品のばら積み貨物の輸送を専門としている。
- インターモーダル輸送：現在ウォーターフォードポート - バリナ線、ダブリンポート - バリナ線で運行されているコンテナ列車。
- ナビゲーター：主に自動車在庫部品の輸送を専門としている。

また、アイルランド貨物鉄道は鉄道貨物列車だけではなく、道路輸送も運行している。

## 駅名
基本的にアイルランド国鉄の駅は地名にちなんで名付けられているが、主要な町や都市部の一部の駅では、1916年のイースター蜂起の指導者にちなんで、50周年目である1966年に駅名が変更された。

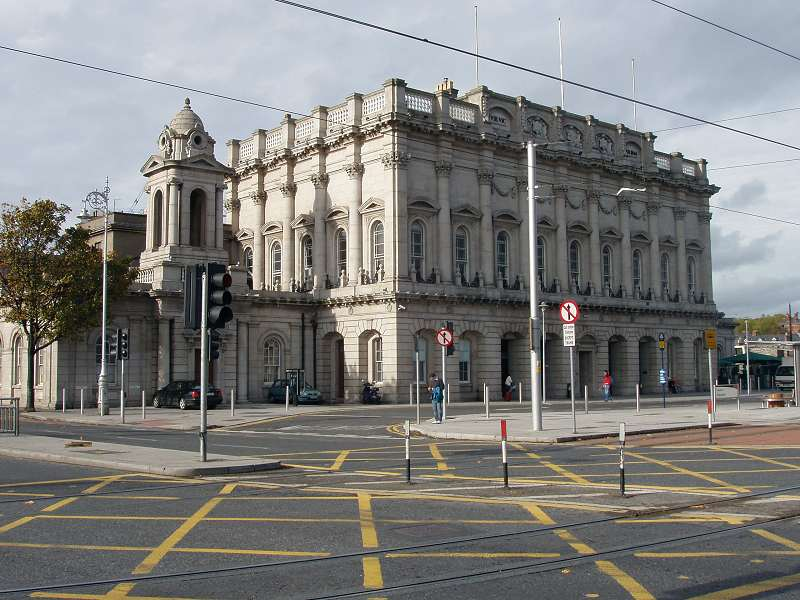
ダブリン・ヒューストン駅（旧キングスブリッジ駅）

- ダブリン・コノリー駅（旧アミアン・ストリート駅）
- ダブリン・ヒューストン駅（旧キングスブリッジ駅）
- ダブリン・ピアース駅（旧ウェストランド・ロウ駅）
- ダン・レアリー・マリン駅（旧ダン・レアリー駅）
- ブレイ・デイリー駅（旧ブレイ駅）
- コーク・ケント駅（旧グランマイア・ロード駅）
- キルケニー・マクドナ駅（旧キルケニー駅）
- リムリック・コルバート駅（旧リムリック駅）
- トラリー・ケースメント駅（旧トラリー駅）
- ダンドーク・クラーク駅（旧ダンドーク駅）
- ドロヘダ・マクブライド駅（旧ドロヘダ駅）
- スライゴ・マック・ディアルマダ駅（旧スライゴ駅）
- ゴールウェイ・ケント駅（旧ゴールウェイ駅）
- ウォーターフォード・プランケット駅（旧ウォーターフォード駅）
- ウェックスフォード・オハンラハン駅（旧ウェックスフォード駅）

## ケータリング
アイルランド国鉄のケータリング部門は、飲食類の車内販売サービス、スナック車、一部のルートでは、レストランサービスを提供していた。また、ダン・レアリーでレストランの経営もしていた。2004年のアイルランド国鉄の年次報告書によると、同年にケータリング部門で27万ユーロを失った。これに伴い、2006年初頭に民間のケータリング請負業者が、ケータリングサービスの運営を引き継ぐことを発表した。2007年3月にSSPグループのレール・グルメ（Rail Gourmet）に引き継がれた。2020年現在、インターシティの路線ではレール・グルメが提供、エンタープライズの路線では北アイルランドのケータリング・サービス株式会社が提供している。

## 使用車両

### 現在の使用車両

#### インターシティ
- ドゥ・ディートリッヒ (エンタープライズ）
- NIR / IÉ201系機関車 (エンタープライズ）
- マークIV
- IÉ22000系（ICR）気動車

#### 通勤列車
- IÉ2600系気動車
- IÉ2800系気動車
- IÉ29000系気動車
- IÉ22000系（ICR）気動車

#### DART
- CIÉ8100/8300系電車
- IÉ8500系/8510系/8520系電車

#### 貨物線
- CIÉ201系機関車
- CIÉ071系機関車
- IWT (International Warehousing and Transport)
- DFDS (Det Forenede Dampskibs-Selskab)
- コイルテ
- ボリデン/タラ鉱山

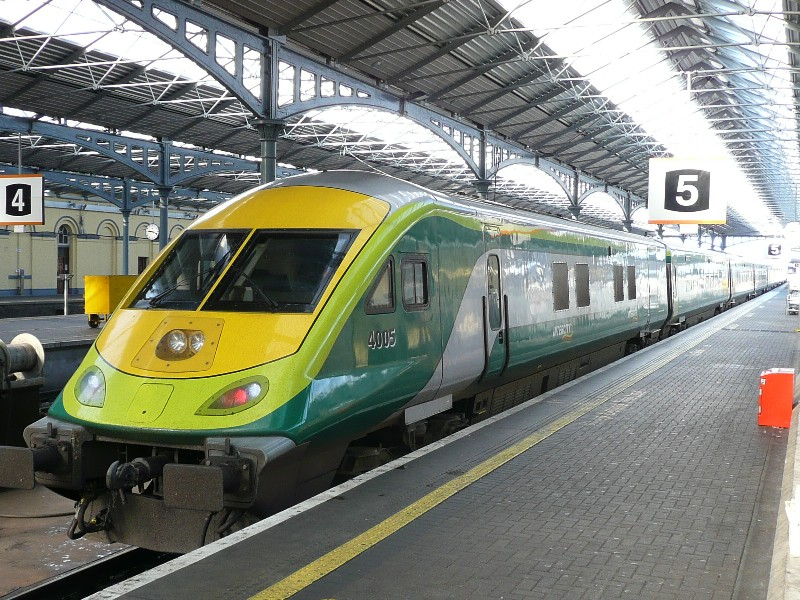
マークIV
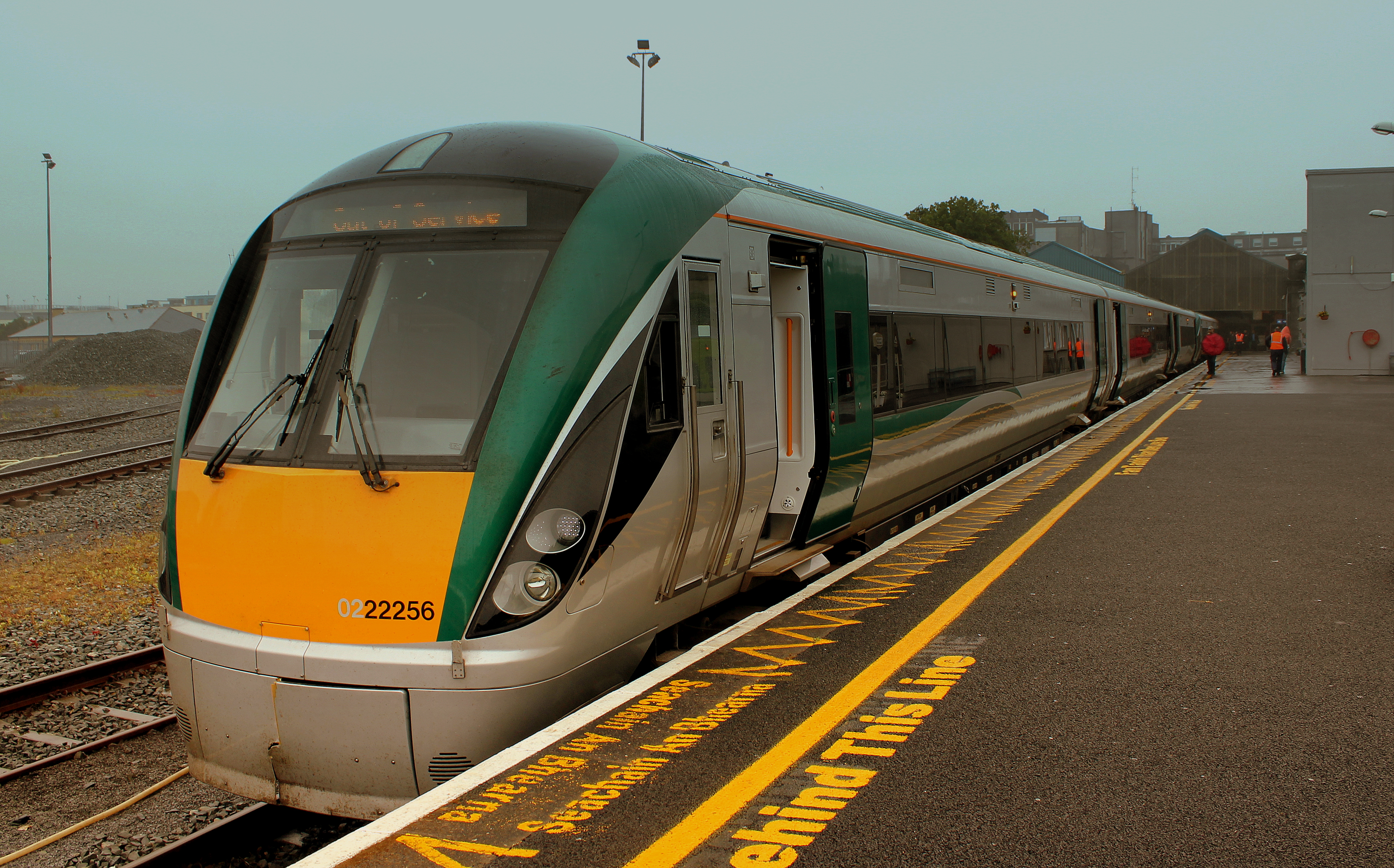
IÉ22000系（22256編成）
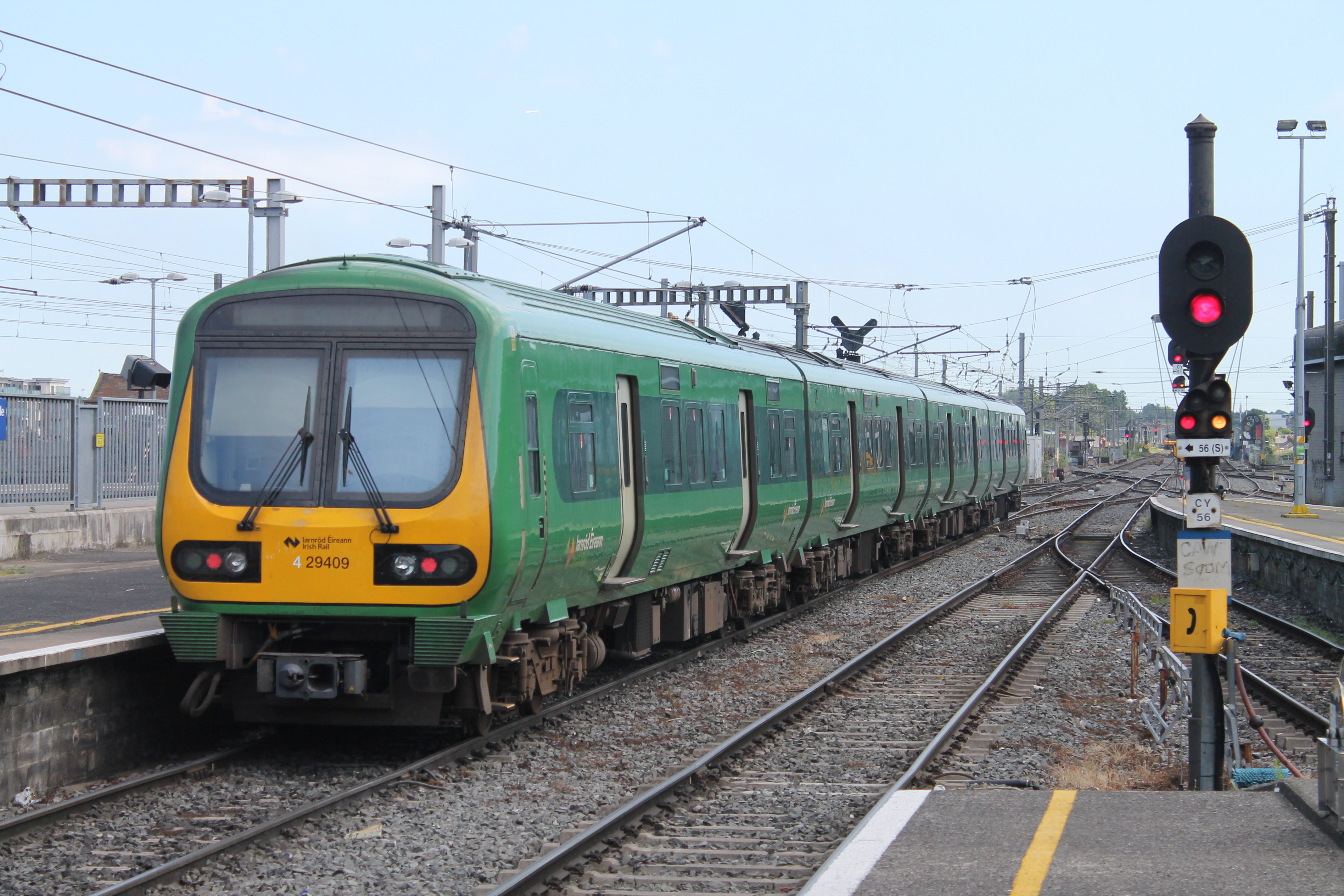
IÉ29000系（29409編成）
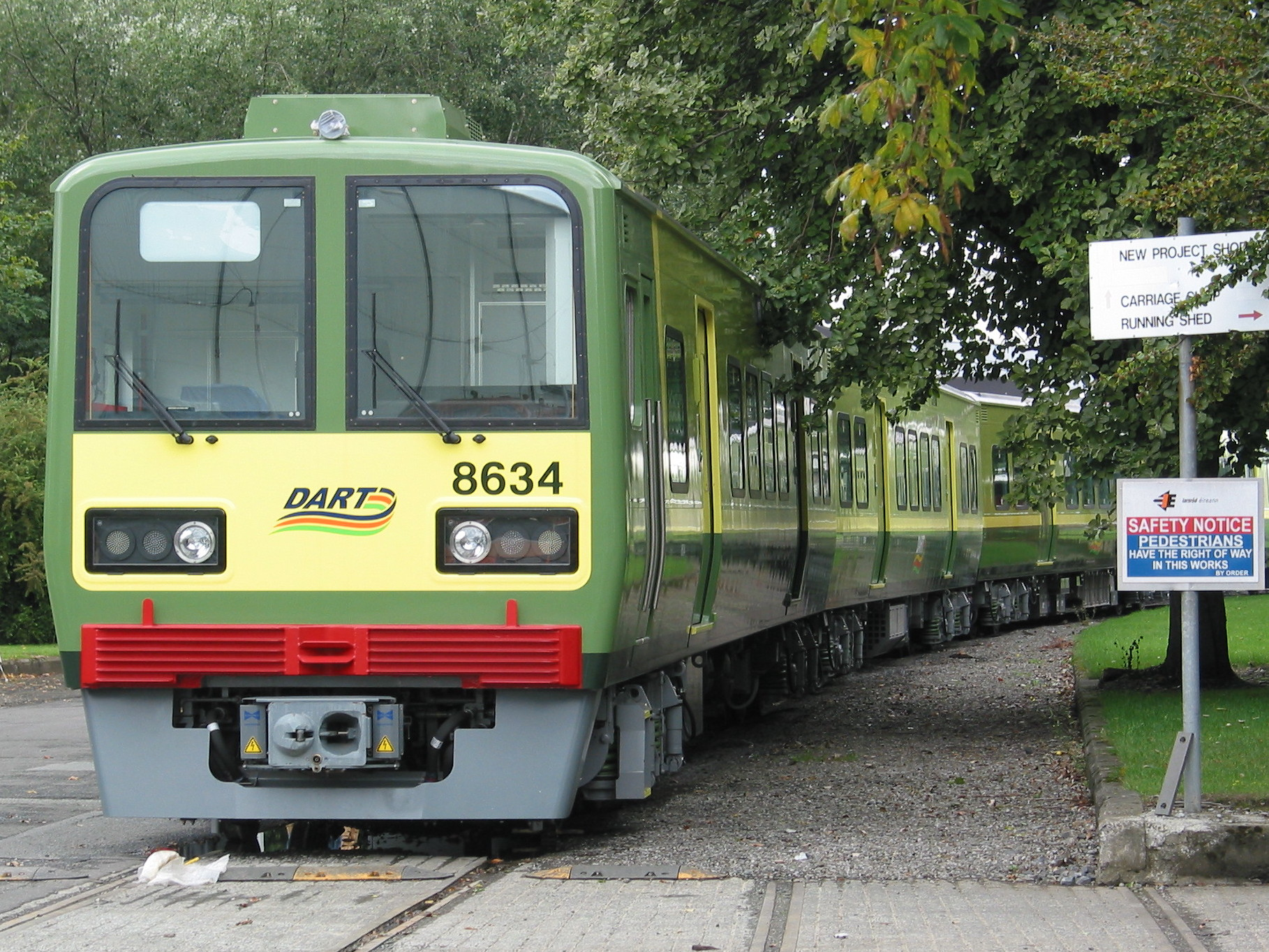
IÉ8520系（8634編成）

### 過去の使用車両

#### 通勤列車
- IÉ2700系気動車
- IÉ2750系気動車

#### DART
- IÉ8200系電車

その他（機関車）
- CIÉ001系機関車
- CIÉ201系機関車
- CIÉ121系機関車
- CIÉ181系機関車
- CIÉ141系機関車

### 導入予定の車両

#### コミューター
2019年10月、アイルランド政府はIÉ22000系（ICR）の車両を41両追加する注文を承認した。これらのうち、新しい編成は3つ構成され、残りは既存のユニットを延長するための中間車両として計画されている。2021年後半から運用を開始する予定である。

#### DART
DART＋（DART+）の一環として、2019年5月にCIÉ8100/8300系を置き換える最大600両の電車および蓄電池電車の車両を導入する計画を明らかにした。新型車両は2024年から運用を開始する予定である。また、2027年までにメイヌース駅、M3パークウェイ駅、ヘーゼルハッチ&セルブリッジ駅、ドロヘダ・マクブライド駅への路線の電化工事を予定しており、現在のコミューター（ダブリン通勤列車）をDARTに置き換えることが検討されている。

## 車両基地

### 主要な車両基地
- ポートレーイシュ車両基地
- ポートレーイシュ線路車両基地
- ダブリン・コノリー検車区
- ダブリン・ピアース検車区
- ブレイ・デイリー検車区
- グレイストーンズ検車区
- ロスレア・ユーロ港検車区
- コーク・ケント検車区
- キルケニー・マクドナ検車区
- リムリック・コルバート検車区
- トラリー・ケースメント検車区
- ダンドーク・クラーク検車区
- ドロヘダ・マクブライド検車区
- スライゴ・マック・ディアルマダ検車区
- ゴールウェイ・ケント検車区
- ウォーターフォード・プランケット検車区
- ウェックスフォード・オハンラハン検車区
- バリナ検車区

### DART専用車両基地
- フェアビューDART車両基地

## 車両工場
車両の修理、整備、洗浄などの作業は、主にダブリン8区インチコアにあるインチコア車両工場で行われる。過去には 機関車や鉄道車両の製造、組み立てなども行われていた。

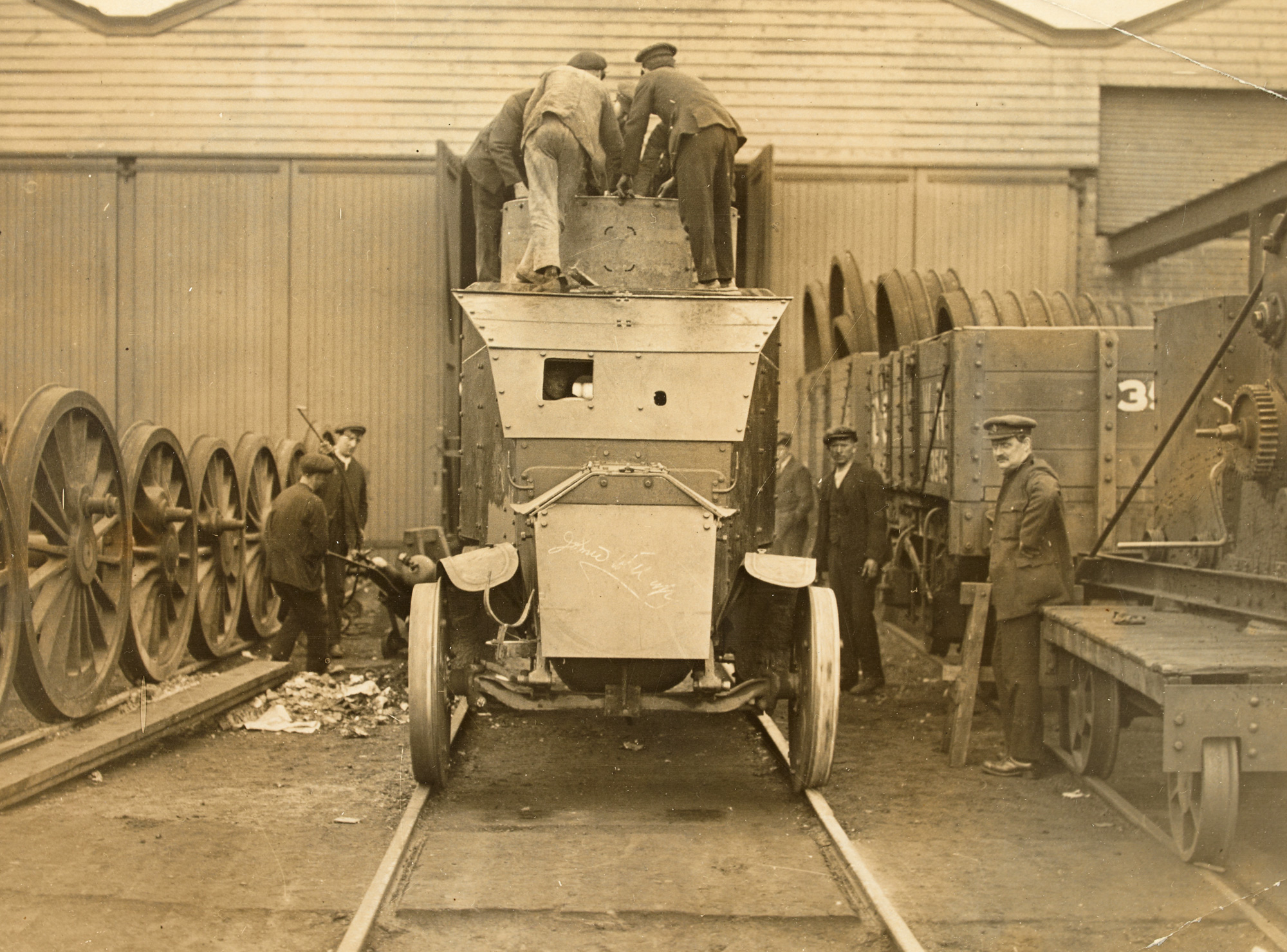
1922年の装甲列車（大南西鉄道時代のインチコア車両工場）
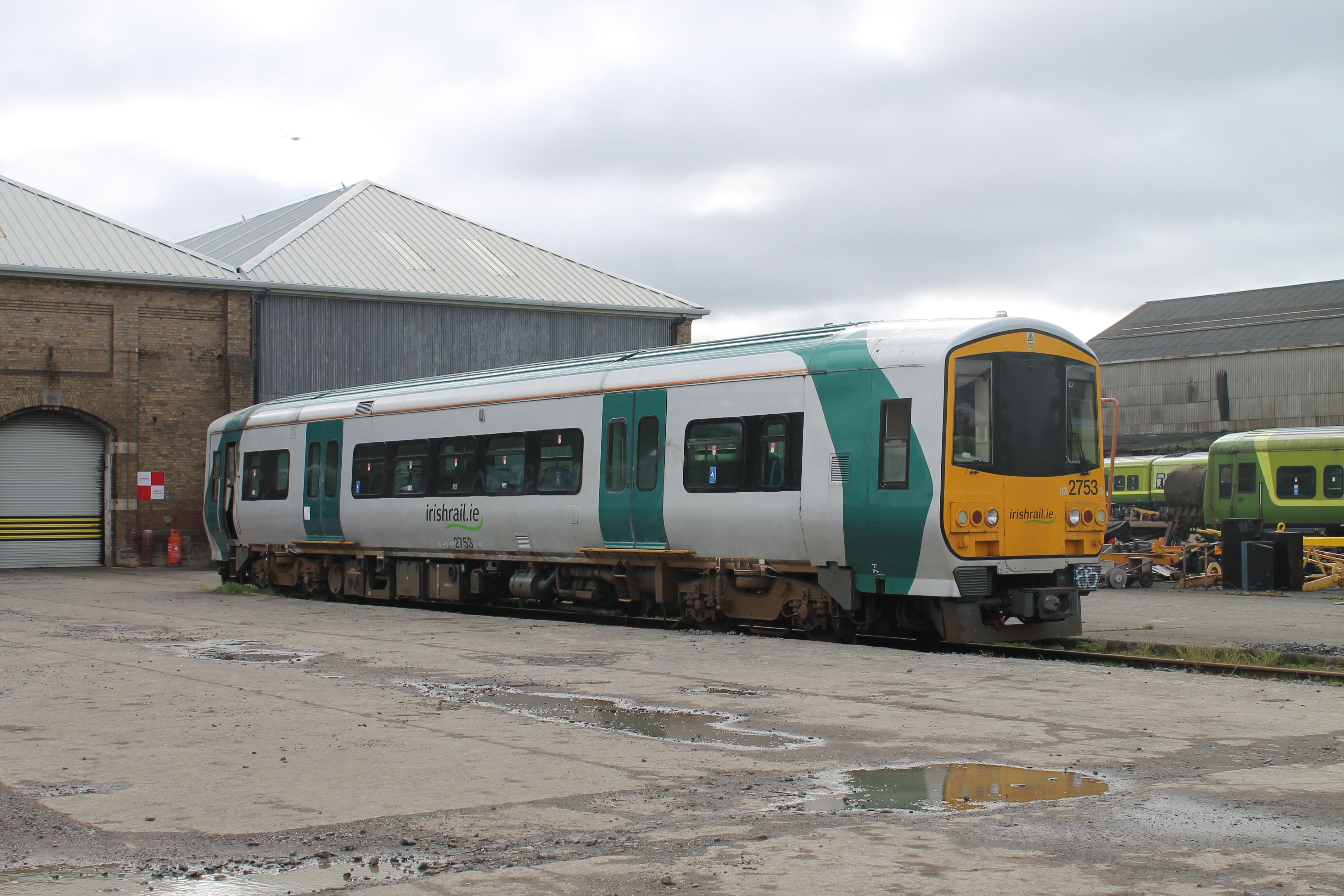
2016年4月7日、インチコア車両工場にて解体を待つIÉ2750系（2753編成）